# Giuliano Poletti
Giuliano Poletti (Imola, 19 novembre 1951) è un politico italiano, ministro del lavoro e delle politiche sociali dal 22 febbraio 2014 al 1º giugno 2018 nei governi Renzi e Gentiloni, con delega alle politiche giovanili, il servizio civile nazionale e universale e l'integrazione.

## Biografia
Nato a Spazzate Sassatelli (frazione di Imola), in una famiglia di contadini, si diploma all'istituto tecnico agrario G. Scarabelli a Imola come agrotecnico.
Iscritto al Partito Comunista Italiano, è stato assessore comunale all'Agricoltura e alle Attività Produttive di Imola dal 1976 al 1979. All'impegno politico-amministrativo ha affiancato quello professionale, esercitando, in qualità di presidente dell'ESAVE, (Studi e promozione della viticoltura e dell'enologia per l'Emilia-Romagna), un’intensa attività volta al rilancio del settore vitivinicolo in regione, dopo lo scandalo del vino al metanolo scoppiato nel 1986.
Dal 1982 al 1989 è stato segretario imolese del PCI. Successivamente è entrato nel Consiglio della Provincia di Bologna per il PDS. Dal 2007 è iscritto al Partito Democratico, dove tuttora milita. Dal 1992 al 2000 è stato presidente di Efeso, ente di formazione della Legacoop Emilia-Romagna, quindi, fino al settembre 2000, presidente della Legacoop di Imola, poi presidente della Legacoop Regionale Emilia-Romagna e vicepresidente Legacoop Nazionale. Dal 2002 al 2014 è stato presidente di Legacoop Nazionale. Nel febbraio 2013 diviene presidente dell'Alleanza delle Cooperative Italiane.
Appassionato di pallamano è stato vicepresidente vicario della Federazione Italiana Giuoco Handball.
È sposato con Anna Venturini, assessore nel comune di Castel Guelfo di Bologna. Hanno due figli.

## Incarico ministeriale

### Ministro del lavoro e delle politiche sociali

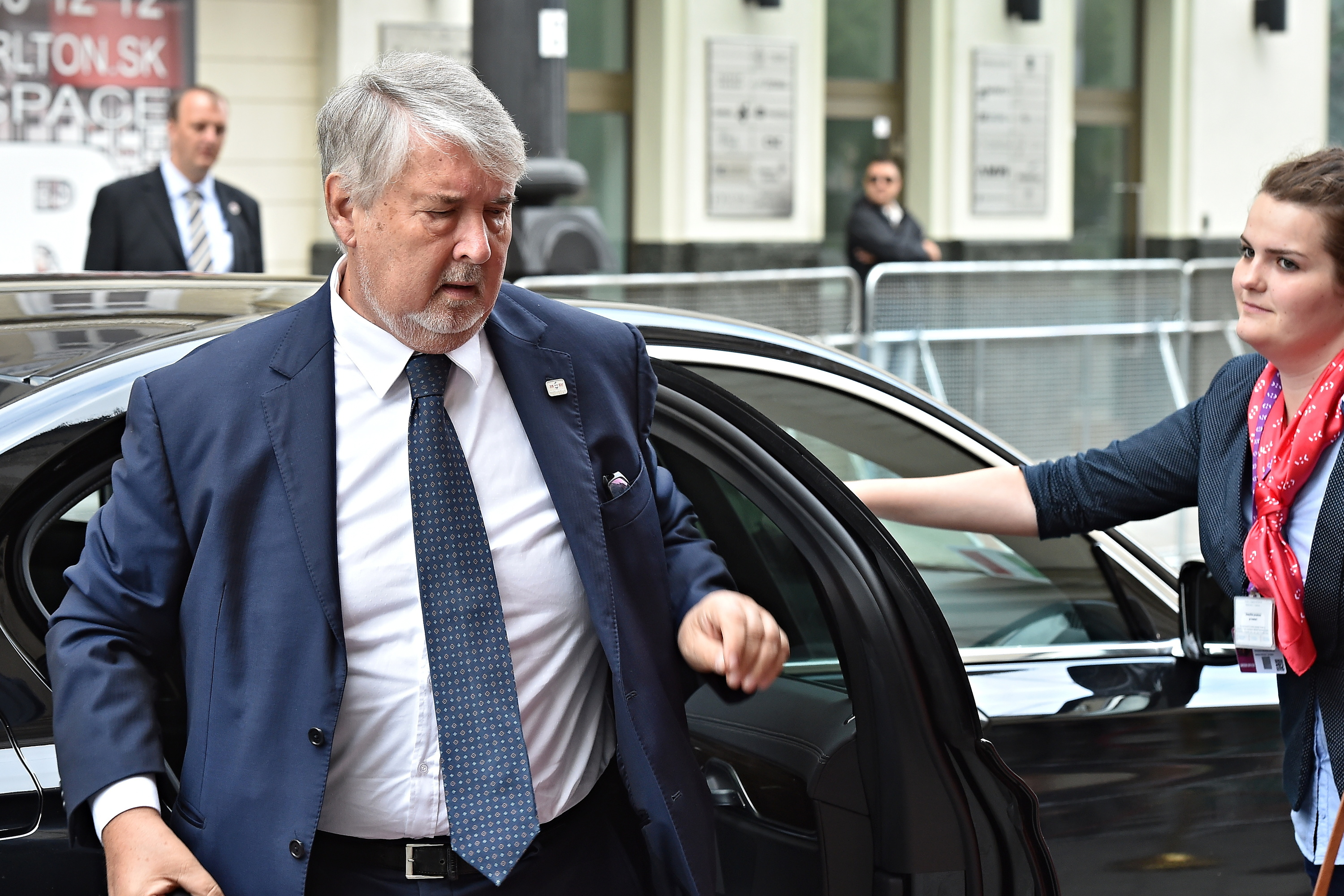
Il ministro Poletti al vertice informale dei ministri dell'occupazione e della politica sociale

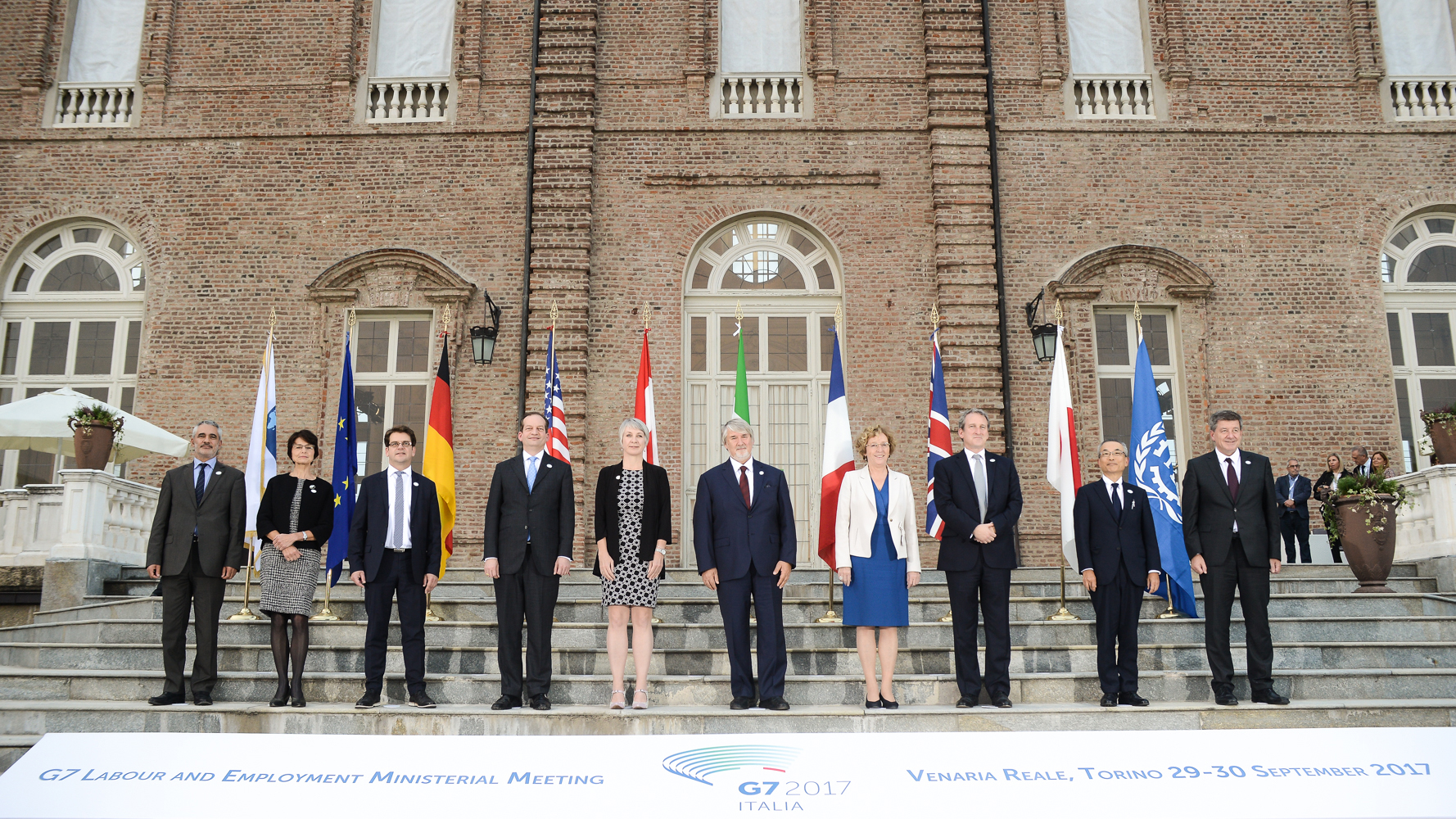
Giuliano Poletti al G7 del Lavoro di Torino del 2017

Il 21 febbraio 2014 viene designato come Ministro del lavoro e delle politiche sociali nel governo Renzi. Con DPCM 23 aprile 2014 sono state delegate a Poletti le funzioni del Presidente del Consiglio dei Ministri in materia di politiche giovanili e servizio civile nazionale, politiche della famiglia e integrazione. Pochi giorni dopo la sua nomina il Movimento Cinque Stelle presenta al Senato una mozione di sfiducia nei suoi confronti per conflitti d'interesse relativo alla presidenza di Legacoop e Alleanza delle Cooperative Italiane, ma il Senato ne boccia la calendarizzazione, per cui non sarà nemmeno discussa. Il 12 dicembre 2016 viene riconfermato alla guida del Ministero per il Governo Gentiloni. Alla guida del Ministero del lavoro, l'occupazione in Italia, dati ufficiali per l’anno 2018, si attesta al 58,3%, (il valore più alto da ottobre 2008): 23.134.000 cittadini occupati a marzo 2018, contro i 23.271.000 del secondo trimestre 2008. Nello specifico, per quel che concerne l'inizio del mandato del Ministro, nei 4 anni di attività ministeriale, sono stati recuperati 1.040.000 posti di lavoro rispetto al dato del primo trimestre 2014, in cui il livello degli occupati era di 22.026.000. Per la sola componente femminile, l’occupazione ha toccato un record storico, salendo al 49,3%. Allo stesso modo il tasso di inattività (che comprende chi non cerca lavoro) è sceso al più basso livello di sempre, posizionandosi al 43,7%. Il tasso di occupazione delle donne resta comunque di quasi 20 punti percentuali inferiore a quello degli uomini (67%). La disoccupazione, a gennaio 2018 all’11,1%, si attesta (dati di febbraio 2018) al 10,9%, ai livelli minimi da Agosto 2012 recuperando più di 2 punti percentuali rispetto al valore del primo trimestre 2014, quando in Italia il tasso era al 13,5%. Mentre, nella dimensione giovanile, nonostante il livello resti ancora alto, la disoccupazione (dati di gennaio 2018) è scesa al 31,5% , il valore è ai minimi dal dicembre 2011, recuperando 14.7 punti percentuali rispetto al 46,2% del primo trimestre 2014 (valore massimo toccato in quel periodo).

### Jobs Act
Tra le attività e le iniziative legislative portate a compimento nel corso del suo incarico, quella più famosa e discussa è stata la riforma del mercato del lavoro, il cosiddetto “Jobs Act” (Legge delega 10 dicembre 2014, nº 183, e otto successivi decreti legislativi attuativi) con il quale è stato riordinato e semplificato l’impianto complessivo delle relazioni contrattuali con l’introduzione del contratto a tempo indeterminato a tutele crescenti, più moderno e in linea con l’Europa, e l’eliminazione di forme particolarmente precarizzanti come le collaborazioni a progetto e l’associazione in partecipazione, procedendo, al contempo, ad una importante ridefinizione delle caratteristiche del lavoro subordinato e del lavoro autonomo. Altri effetti della riforma sono la semplificazione delle procedure e degli adempimenti connessi alla costituzione e alla gestione dei rapporti di lavoro; l’estensione del diritto all’indennità di maternità a tutte le lavoratrici e il rafforzamento della strumentazione per favorire la conciliazione dei tempi di vita e di lavoro; la razionalizzazione del sistema dei controlli e delle ispezioni; il divieto della pratica delle “dimissioni in bianco”. Sono inoltre stati modificati gli ammortizzatori sociali, ampliando le coperture ed estendendole anche ai lavoratori delle imprese di minori dimensioni e distinguendo con maggiore precisione le situazioni di disoccupazione involontaria da quelle di effettiva continuità dei rapporti di lavoro. Infine, è stato riformato il sistema delle politiche attive, con l’obiettivo di realizzare un modello di sostegno e di accompagnamento dei lavoratori più efficace e coerente con il costante processo di cambiamento legato alla digitalizzazione e all’automazione.
La riforma ha toccato alla radice i nodi storici della flessibilità, della produttività (bassa) e delle tutele (elevate) che tutte le istituzioni nazionali e internazionali consideravano “troppo rigidi” nel nostro paese, tali da scoraggiare investimenti e sviluppo economico. Dalla sua introduzione (febbraio 2014) il numero di occupati è cresciuto di 1.029.000 unità (dato ufficiale di novembre 2017), rimettendo di fatto in moto il mercato del lavoro in Italia.
Diverse sono le opinioni positive sulla riforma da parte di economisti, professori universitari e giuslavoristi italiani, tra i quali Pietro Ichino, Tommaso Nannicini, Stefano Sacchi e Carlo Dell'Aringa.

In campo europeo anche il Primo Ministro francese Macron e in parte il Premier spagnolo, nelle loro riforme del lavoro, hanno preso spunto dal jobs act.

### Lavoro autonomo e agile
Ancora in tema di lavoro, il disegno di legge in materia di lavoro autonomo non imprenditoriale e lavoro agile (legge 22 maggio 2017, nº 81), che punta a sostenere e valorizzare il lavoro autonomo non imprenditoriale, attraverso un sistema di tutele specifiche, e a migliorare la qualità della vita dei lavoratori dipendenti, favorendo la conciliazione tra tempi di vita e tempi di lavoro. Per quanto riguarda, specificamente, il lavoro autonomo, le misure contenute nella legge prevedono più tutele nelle transazioni commerciali e contro i ritardi nei pagamenti, la deducibilità delle spese collegate all’attività professionale ed alla formazione, la possibilità di aggregarsi per accedere a bandi di gara nazionali ed internazionali.
Di particolare significato il riconoscimento dell’indennità di maternità a prescindere dall’effettiva astensione dal lavoro e l’aumento del congedo parentale da tre a sei mesi, fruibili entro i primi tre anni di vita del bambino. Altra tutela di rilievo è quella introdotta dalla disposizione che rende strutturale la Dis.Coll, l’indennità di disoccupazione per i collaboratori, tra l’altro ampliando la platea dei beneficiari, che ora comprende anche gli assegnisti e i dottorandi di ricerca.
Per quanto riguarda il lavoro agile, le misure approvate definiscono strumenti innovativi per favorire una modalità di organizzazione del lavoro che da una parte risponde all’evoluzione del sistema produttivo e, dall’altra, permette una migliore conciliazione dei tempi di lavoro con i tempi di vita. Tutto questo, delineando un quadro di tutele dei lavoratori che vanno dal diritto ad un trattamento economico non inferiore a quello complessivamente applicato nei confronti dei lavoratori che svolgono le medesime mansioni esclusivamente all’interno dell’azienda, alle garanzie in tema di salute e sicurezza, all’assicurazione obbligatoria per gli infortuni e le malattie professionali.

### La riforma del terzo settore
Altro provvedimento di rilievo è stato la legge delega per la riforma del terzo settore, dell’impresa sociale e per la disciplina del servizio civile universale (Legge 6 giugno 2016, nº 106 e cinque successivi decreti legislativi attuativi).
Fra i principali obiettivi della Riforma, sia il riordino e la semplificazione di una normativa che si è andata stratificando nel corso degli anni, sia la promozione e il sostegno dell’operato di quei soggetti (secondo i dati del censimento permanente Istat, al 2015 le istituzioni non profit erano oltre 330.000, con più di 5,5 milioni di volontari e circa 800.000 dipendenti) che contribuiscono in maniera determinante al bene comune, alla coesione sociale e che intervengono in contesti e situazioni di disagio e povertà.
Da un lato, si è quindi voluto procedere alla razionalizzazione della legislazione (primaria e secondaria) relativa al Terzo settore, affinché rispondesse pienamente al dettato dell’art.118 della Costituzione volto a “favorire l’autonoma iniziativa dei cittadini, singoli e associati, per lo svolgimento di attività di interesse generale, sulla base del principio di sussidiarietà”; dall’altro, si è inteso definire con maggiore chiarezza il ruolo delle Istituzioni nel rapporto con i soggetti e le organizzazioni di Terzo settore.
Tra le novità più significative, la riforma dei Centri di Servizio per il Volontariato, l’introduzione di misure agevolative volte a favorire gli investimenti delle imprese e delle cooperative sociali, l’istituzione del Servizio Civile Universale, la revisione dei criteri di accesso all’istituto del 5 per mille.

### Lotta alla povertà; il reddito di inclusione
Nel campo delle politiche sociali, l’intervento di maggior rilievo è quello indirizzato al contrasto della povertà e dell’esclusione sociale, definito in collaborazione con l’Alleanza contro la povertà. Si tratta della legge delega 15 marzo 2017, nº 33 (recante norme relative al contrasto della povertà, al riordino delle prestazioni e al sistema degli interventi e dei servizi sociali) e del successivo decreto legislativo di attuazione, 15 settembre 2017, nº 147.
Con questi provvedimenti, si colma un vuoto annoso nel sistema italiano di protezione degli individui a basso reddito. Oltre a definire un Piano nazionale per la lotta alla povertà, l’Italia si dota, per la prima volta, di una misura unica e permanente di contrasto alla povertà fondata sul sostegno al reddito e sull’inclusione sociale: viene infatti istituito il Reddito di inclusione (REI), che non è solo un sostegno economico, ma un progetto per l’autonomia.
In sostanza, il Reddito di inclusione (che può essere richiesto a partire dal 1º dicembre 2017 ed è finanziato con oltre 2 miliardi di risorse per il 2018, che saliranno a circa 3 nel 2020) rappresenta il pilastro fondamentale del Piano nazionale per la lotta alla povertà ed è il segno di un nuovo approccio alle politiche sociali, in quanto si fonda sul principio dell’inclusione attiva, ovvero sull’affiancamento al sussidio economico di misure di accompagnamento capaci di promuovere il reinserimento nella società e nel mondo del lavoro di coloro che ne sono esclusi. Insomma, non una misura assistenzialistica, un beneficio economico ‘passivo’, in quanto al nucleo familiare beneficiario è richiesto un impegno ad attivarsi, sulla base di un progetto personalizzato condiviso con i servizi territoriali, che accompagni il nucleo verso l’autonomia.
Per l’attuazione della misura di contrasto alla povertà, viene prevista l’attivazione della rete nazionale per l’inclusione e la protezione sociale come infrastruttura stabile per la collaborazione tra le istituzioni e le organizzazioni sociali, con l’obiettivo di analizzare gli elementi di criticità sociale e di favorire una collaborazione permanente tra tutti questi soggetti, indispensabile per costruire una risposta condivisa ed efficace a bisogni diversi ed in rapida evoluzione. L’obiettivo del Ministero, è quello di raggiungere (entro luglio 2018) 700.000 famiglie sotto la soglia di povertà assoluta per un totale di 2,5 milioni di persone. Secondo fonti ufficiali, le persone che attualmente hanno beneficiato del Reddito di inclusione, nel solo primo trimestre dell’anno 2018, sono state 900.000 (sette su dieci risiedono al Sud). In soli tre mesi sono stati raggiunti 250.000 nuclei familiari, in linea con gli obiettivi, cioè 700.000 famiglie entro luglio, corrispondenti a 2,5 milioni di persone.

### Garanzia Giovani
Ufficialmente chiamata "European Youth Guarantee" è un'iniziativa europea approvata nell'aprile 2013, per venire incontro a tutti quei paesi europei che hanno una percentuale di disoccupazione giovanile superiore al 25%, rivolta a tutti i giovani "Neet"(acronimo di Not education, employment or training), sotto i 25 anni di età.
La strategia generale, approvata 22 aprile 2013 sotto forma di raccomandazione del consiglio Ue, prevede che ciascuno dei 28 Paesi disegni un proprio Piano nazionale per l’attuazione, col supporto della Commissione, da cui dovrà anche arrivare il via libera definitivo. Il Ministero del Lavoro e delle politiche sociali ha varato il piano Nazionale (iniziato in via sperimentale il primo maggio 2014) aumentando la platea anagrafica dei neet fino ai 29 anni di età. Accanto al Piano nazionale che individua le azioni comuni su tutto il territorio nazionale, ciascuna Regione, che con lo Stato condivide una strategia unitaria, ha l'impegno di adottare un proprio piano attuativo per definire quali sono le misure del Programma che vengono attivate sul territorio, in coerenza con la strategia nazionale.
Per ottenere le misure del programma, il Ministero ha creato una piattaforma on line ad hoc dedicata ai giovani e alle imprese, nel quale occorre registrarsi e aderire. Nel dettaglio, le misure prevedono: accompagnamento al lavoro, formazione, apprendistato, tirocinio extracurriculare, servizio civile, auto-imprenditorialità, mobilità professionale.
A oggi, secondo le fonti ufficiali, i Neet che si sono iscritti al programma sono 1.204.670, quelli presi in carico dai centri per l'impiego 982.589 e, coloro che dopo l’esperienza con Garanzia giovani hanno trovato un’occupazione, sono 359.348 di cui il 30,5% con un contratto indeterminato.
A tre anni dal lancio, e sulla scorta dei buoni risultati che l’Unione Europea ha riconosciuto al programma mirato a migliorare l’occupabilità dei NEET, Garanzia Giovani è stata rilanciata con nuove risorse ed un aggiustamento della strategia complessiva. L’annuncio è stato dato dal Ministero del lavoro e delle politiche sociali nel corso di un incontro con i rappresentanti delle Regioni e delle organizzazioni sindacali. Le nuove risorse, che ammontano a 1,3 miliardi di euro, consentiranno di portare il programma fino alla scadenza del ciclo di programmazione dei fondi europei (2020), consolidando l’esperienza accumulata e correggendo le problematiche emerse dal monitoraggio attento e continuo.

### Gli interventi in materia di previdenza
In questi anni, il Ministero del lavoro e delle politiche sociali ha anche svolto un ruolo di primo piano nella definizione e nella realizzazione di interventi in materia previdenziale.
Da ricordare, in riferimento alla necessità di porre rimedio ad alcuni problemi originati dalla riforma Fornero, l’azione a tutela dei cosiddetti “esodati” (8 salvaguardie, per un totale di circa 170.000 persone tutelate). Accanto a questo, da segnalare l’introduzione, attraverso un rapporto di collaborazione e dialogo con i sindacati che ha portato ad un accordo siglato a settembre 2016, di elementi di flessibilità in uscita, sostenuti da un impegno finanziario cospicuo (nella legge di bilancio approvata a fine 2016, sono stati stanziati 7 miliardi per il triennio 2017-2019). Una flessibilità delineata con un’attenzione particolare alle persone in condizioni di maggiore difficoltà ed impegnate in attività più gravose (ape sociale; uscita anticipata per lavoratori precoci: eliminazione delle penalizzazioni prima dei 62 anni e fissazione requisito di 41 anni di contributi per i precoci disoccupati, o che svolgono lavori pesanti o attività usuranti, o con disabilità propria o con esigenze di cura per parenti di 1º grado).
Per quanto riguarda i lavori usuranti, è stato previsto il pensionamento anticipato di 12/18 mesi (dipendenti/autonomi), mediante eliminazione delle finestre di accesso, insieme con l’eliminazione dell’adeguamento alla speranza di vita (dal 2019) e con requisiti soggettivi “semplificati” per tutti.
Tra le altre modifiche della normativa previdenziale, l’introduzione del cumulo gratuito dei contributi versati a gestioni diverse, l’estensione della 14ª mensilità ai pensionati che non la percepivano (quelli con assegno compreso tra 1,5 e 2 volte il minimo Inps) e l’aumento del 30% dell’importo di quella erogata a chi già ne beneficiava (pensionati con assegno fino a 1,5 volte il minimo Inps).
Infine, nell’ultima legge di bilancio sono stati ulteriormente rafforzati gli interventi, prevedendo la proroga a tutto il 2019 dell’Ape volontario, un requisito contributivo ridotto per le lavoratrici con figli ai fini dell’accesso all’Ape sociale (uno “sconto” fino ad un massimo di due anni), l’impegno ad una revisione strutturale del meccanismo di calcolo dell’adeguamento alla speranza di vita dei requisiti anagrafici di accesso al pensionamento di vecchiaia e l’immediata esenzione di 15 categorie di occupazioni particolarmente gravose dall’innalzamento che scatterà dal 2019, l’istituzione di una commissione tecnica di studio per la rilevazione su base scientifica della gravosità delle occupazioni, l’istituzione di una commissione tecnica di studio per approfondire la comparazione della spesa previdenziale a livello internazionale.

## Aspetti controversi e polemiche
Il 4 dicembre 2014, Roberto Saviano, con un articolo su Repubblica, gli chiese conto dei suoi rapporti con Salvatore Buzzi, arrestato nell’ambito dell’inchiesta denominata Mafia Capitale. I fatti citati da Saviano, si riferiscono all’anno 2010 e fanno riferimento a una cena a cui il Ministro partecipò, nella quale, tra i presenti, c’era anche Salvatore Buzzi, allora presidente della "29 giugno", la più grande cooperativa sociale della regione Lazio. A seguito dell’articolo di Saviano, Poletti rispose attraverso una lettera aperta su Repubblica, che cita: 
“Caro direttore, nell’articolo pubblicato ieri su questo quotidiano, Roberto Saviano mi invita a spiegare la mia presenza a una cena organizzata nel 2010 dalla cooperativa 29 giugno. Rispondo subito — in un momento in cui provo rabbia, amarezza, delusione — perché sento il dovere di rassicurare i cittadini italiani. Il solo fatto di vedere il mio nome associato a queste indecenze mi fa star male. Tante persone che mi conoscono possono confermare la correttezza del mio comportamento. Alla foto pubblicata in questi giorni dai mezzi di informazione potrei affiancare una galleria di belle immagini che mi ritraggono in tante occasioni legate alla mia attività di presidente di Legacoop. Voglio ricordarne solo una: quella scattata nell’aprile 2008, quando ho riunito la presidenza nazionale a Corleone, nella masseria confiscata a Totò Riina e affidata in gestione ai ragazzi di una cooperativa di Libera. Una delle tante che Legacoop ha sostenuto e sostiene con aiuti concreti, in quanto simbolo della volontà di riscatto contro i soprusi e la violenza della criminalità mafiosa. Come presidente di Legacoop ho partecipato sempre alle iniziative e alle assemblee delle cooperative aderenti (più di 14.000) alle quali venivo invitato. Un giorno farò il conto di quante sono state; sicuramente molte centinaia. Era dunque assolutamente normale che partecipassi alla cena organizzata dalla cooperativa sociale 29 giugno, che aveva per obiettivo il reinserimento sociale e lavorativo dei detenuti e delle persone più deboli”.
Il 19 dicembre 2016, a dei giornalisti a Fano, Poletti dichiara:
"Conosco gente che è andata via e che è bene che stia dove è andata, perché sicuramente questo Paese non soffrirà a non averli più fra i piedi. Bisogna correggere un’opinione secondo cui quelli che se ne vanno sono sempre i migliori. Se ne vanno 100mila, ce ne sono 60 milioni qui: sarebbe a dire che i 100mila bravi e intelligenti se ne sono andati e quelli che sono rimasti qui sono tutti dei pistola. Permettetemi di contestare questa tesi. Detto questo è bene che i nostri giovani abbiano l'opportunità di andare in giro per l'Europa e per il mondo. È un'opportunità di fare la loro esperienza, ma debbono anche avere la possibilità di tornare nel nostro Paese. Dobbiamo offrire loro l'opportunità di esprimere qui capacità, competenza, saper fare".
La frase genera notevole indignazione e risentimento tra l'opinione pubblica, che si scatena attraverso la stampa e i social media, portando il ministro a scusarsi prontamente. Nello stesso giorno afferma in un comunicato stampa:
“Evidentemente mi sono espresso male. Non mi sono mai sognato di pensare che è un bene per l’Italia il fatto che dei giovani se ne vadano all’estero. Penso, semplicemente, che non è giusto affermare che a lasciare il nostro Paese siano i migliori e che, di conseguenza, tutti gli altri che rimangono hanno meno competenze e qualità degli altri. Ritengo, invece, che è utile che i nostri giovani possano fare esperienze all’estero, ma che dobbiamo dare loro l’opportunità di tornare nel nostro paese e di poter esprimere qui le loro capacità e le loro energie”.
Il 27 marzo Poletti afferma che nel mondo del lavoro si creano più opportunità giocando a calcetto che spedendo curricula. Questa dichiarazione venne strumentalizzata dai media, i quali interpretarono il concetto della frase, fuori del contesto in cui la stessa venne pronunciata. La stessa sera il Ministro precisò l’accaduto in una nota ufficiale e attraverso un video:
"Vedo che si stanno strumentalizzando alcune frasi che ho pronunciato in occasione di un incontro con gli studenti di una scuola di Bologna per parlare di alternanza scuola-lavoro e che gli studenti hanno compreso e condiviso nel loro significato. Per questo voglio chiarire che non ho mai sminuito il valore del curriculum e della sua utilità. Ho sottolineato l’importanza di un rapporto di fiducia che può nascere e svilupparsi anche al di fuori del contesto scolastico. E quindi dell’utilità delle esperienze che si fanno anche fuori dalla scuola".
La stessa scuola in cui Poletti incontrò gli studenti replicò in difesa del Ministro con una lettera aperta a lui indirizzata, pubblicata nel sito dell’istituto:
"Non possiamo condividere le critiche emerse sui giornali e sui media basate su una sua affermazione che, nel contesto sociale e comunicativo in cui è stata espressa aveva una connotazione tipica di un linguaggio familiare e che quindi, se estrapolata, assume un significato del tutto opposto".
Diverse testate online replicarono con articoli a sostegno della bontà delle dichiarazioni del Ministro tra i quali huffingtonpost.it, che scrisse:
“Quando Poletti dice ai ragazzi di andare a giocare a calcio, con un linguaggio da uomo semplice, ma con cervello fino - altra caratteristica che gli fa onore - intende sottolineare che le competenze della vita e del lavoro sono - paradossalmente -, più importanti dei saperi tradizionali”.